# Yakumo tatsu
Yakumo tatsu (八雲立つ? lett. "Molte nuvole si alzano") è un manga shōjo di Natsumi Itsuki pubblicato da Hakusensha, adattata poi in anime da Pierrot in due episodi OAV.

## Titolo
Il titolo, Yakumo Tatsu, riprende l'omonimo componimento poetico giapponese legato alla terra di Izumo e attribuito alla creatura mitologica di Susanoo, che compose tale opera dopo aver sposato la principessa Kushinada in quelle terre.

## Anime
Quando Takeo Nanachi si reca assieme al gruppo di teatro dell'università nell'entroterra giapponese perché il capo della compagnia trovi ispirazione per il prossimo spettacolo, il giovane fa conoscenza del misterioso Kuraki Fuzushi. Kuraki è figlio dello sciamano del villaggio e per questo destinato a succedergli nel titolo di miko, questa volta nell'accezione di “sacerdote asessuato tramite fra dèi e uomini”.
L'arrivo della compagnia coincide con la festa del villaggio tenuta per salutare la successione di miko; preoccupato che degli stranieri possano interferire con le energie sprigionate per l'avvenimento, Kuraki cerca di scacciare l'invadente gruppo facendo pressione soprattutto su Takeo.
Quando ormai la sceneggiatura ha preso forma nella mente del senpai Kitano, il gruppo riparte, ma un guasto alla macchina li costringe a fermarsi. Takeo torna al villaggio, ma finisce per assistere suo malgrado alla cerimonia d'iniziazione di Kuraki durante la quale il rito vuole che il giovane tagli la testa al predecessore. Kuraki, costretto all'omicidio del padre dà la caccia all'intruso finché questi lo fa rinsavire.
Kuraki, turbato, apre il proprio cuore al ragazzo raccontandogli della sua condizione di figlio illegittimo e del potere che da sempre lo accompagna: il giovane infatti è in grado di attirare i nen spiriti maligni e manipolare i più deboli di quelli.
Lasciati soli i compagni di viaggio di Takeo, Kitano viene quasi ucciso dall'attrice Yasuko che non accetta di vedersi sottratto il ruolo di protagonista da una nuova favorita di Kitano. Il regista inizia a fuggire per i boschi, ma non sfugge al coltello di Yasuko che, spargendo sangue sul terreno sacro, risveglia un'antica maledizione.
Solo grazie all'intervento congiunto di Kuraki e Takeo, lo sciamano e il figlio di una famiglia di fabbri dalle capacità divine e dal passato affine a quello dei Fuzushi, viene riportata la pace ad Izumo.
Dopo gli avvenimenti, Kuraki lascia la casa e il villaggio alla sorella e decide di stabilirsi a Tokyo per studiare, dove risiede anche l'amico Nanachi.

## Personaggi
Takeo Nanachi
Doppiato da Daisuke Namikawa
Kuraki Fuzushi
Doppiato da Tomokazu Seki